# ブルー・ラインズ
『ブルー・ラインズ』 (Blue Lines) は、イギリスの音楽ユニット、マッシヴ・アタックが1991年にリリースしたデビュー・アルバム。新ミックス/デジタルリマスター・エディションが2012年11月にリリースされた。

## 概要
最初のトリップ・ホップ・アルバムとして知られる。ヒップホップ、ダブ、レゲエ、ソウルといった黒人音楽を融合したサウンドは現在に至るまで高く評価され、「ブリストル・サウンド」としてその後の様々な音楽シーンに多大な影響を与えている。
「ローリング・ストーン誌が選ぶオールタイム・グレイテスト・アルバム500」において第241位。

## 収録曲
1. セイフ・フロム・ハーム - "Safe from Harm" - 5:18
2. ワン・ラヴ - "One Love" - 4:48
3. ブルー・ラインズ - "Blue Lines" - 4:21
4. ビー・サンクフル・フォー・ホワット・ユーヴ・ガット - "Be Thankful for What You've Got" - 4:09
5. ファイヴ・マン・アーミー - "Five Man Army" - 6:04
6. アンフィニッシュト・シンパシィ - "Unfinished Sympathy" - 5:08
7. デイドリーミング - "Daydreaming" - 4:14
8. レイトリィ - "Lately" - 4:26
9. ヒム・オブ・ザ・ビッグ・ホイール - "Hymn of the Big Wheel" - 6:36